# 曹美鸿
曹美鸿（1920年—2016年4月16日），男，湖北武昌人，中国神经外科专家，曾任湖南医学院教授、博士生导师。

## 家庭
妻子虞佩兰。